# Jorge Faggiano
Jorge Alfredo Faggiano (Punta Alta, 24 marzo 1961) è un ex cestista argentino.

## Carriera
Con l'Argentina ha disputato due edizioni dei Campionati americani (1984, 1988) e due dei Giochi panamericani (1983, 1987).

## Vita privata
Ha un figlio, Lucas Faggiano, anch'egli cestista professionista, attualmente militante nel Associação Bauru Basketball Team.